# Vickie Bak Laursen
Vickie Bak Laursen (* 26. März 1976 in Kopenhagen) ist eine dänische Schauspielerin.

## Leben
Vickie Bak Laursen ist die Tochter der Schauspielerin Linda Laursen und des Tanzlehrers Mickey Fredie Petersen. Ihr Stiefvater ist der Schauspieler Michael Carøe. Sie wuchs in Kopenhagen auf.
Nach ihrem Schulabschluss absolvierte sie ihre Schauspielausbildung an der Staatlichen Theaterhochschule in Kopenhagen. Sie war zunächst als Bühnendarstellerin an verschiedenen Theatern tätig, so auch am Det Kongelige Teater, am Odense Teater, am Folketeatret oder am Theater Helsingør.
Seit den 2009 wirkte Laursen als Schauspielerin vor der Kamera in bislang fünf Filmen und Fernsehserien mit. Einem breiten Publikum bekannt wurde sie vor allem durch ihre Rolle als Pernille Lindegaard in der Krimiserie Die Brücke – Transit in den Tod.
Laursen war bis 2017 einige Jahre lang mit dem Schauspieler Ken Vedsegaard liiert.

## Filmografie (Auswahl)
- 2009: Camping
- 2012: Nexus (Kurzfilm)
- 2013: Die Brücke – Transit in den Tod (Fernsehserie, 9 Folgen)
- 2014: Rita (Fernsehserie, 2 Folgen)